# Gumno
Gumno, guvno ili arman je mjesto za vršidbu ili mlaćenje žita, zaravnjene, glatke površine, kružna ili pravokutna oblika. Nalazi se na otvorenome prostoru, rjeđe u gospodarskoj zgradi. Uglavnom je zemljano, a u krškim je predjelima popločano kamenim pločama i okruženo kamenim zidićem. Na gumnu se žito ručno mlati (cijepom ili mlatom) ili se vrši stokom (konji, volovi, mazge i drugo), koja može biti vezana za stup u sredini gumna (stožer). U selima jadranskoga zaleđa gumno je bilo i mjesto za društveno okupljanje, a koristilo se, među ostalim, i za ples.

## Cijep
Cijep, mlat ili mlatilo je poljoprivredno pomagalo za ručno vršenje žita. Sastavljen je od dvaju prutova nejednake dužine povezanih konopcem ili kožom. Kraći prut služi kao držak, a dužim se, u kružnoj vrtnji, udara po snoplju razastrtom na tlu. Upotrebljavao se u prilici kada se, pri izdvajanju zrnja iz klasja, željelo sačuvati slamu neoštećenom.